# Objecte impossible
Un objecte impossible és una il·lusió òptica consistent en un dibuix en dues dimensions que sembla representar una figura tridimensional; és a dir, és la imatge d'un cos que no pot existir però que la ment veu com a factible a simple vista. Serveixen per estudiar les lleis de la percepció humana.
Alguns objectes impossibles coneguts són el triangle de Penrose i el blivet.

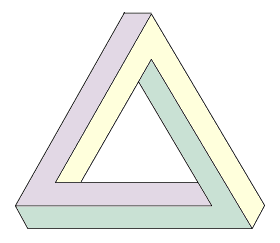
Exemple d'un objecte impossible